# Цаллагов, Марат Сосланович
Мара́т Сосла́нович Цалла́гов (осет. Сосланы фырт Марат Цӕллагкӕты; 23 марта 1982, Орджоникидзе) — российский футболист, полузащитник и защитник.

## Карьера
Воспитанник ДИСШ-1 города Моздок. Профессиональную карьеру начал в клубе «Моздок», где провёл сезоны 2000/2001 и 2001/2002 годов. После этого на один год перешёл в подмосковный «Краснознаменск», затем играл в «Уралане», «Алании» (в высшем дивизионе), клубе «Машук-КМВ». В 2007 году перешёл в белорусский чемпионат в команду высшего дивизиона «Торпредо» (Жодино), с которой занял 4-е место. По возвращении в Россию играл в зоне «Юг» второго дивизиона в новороссийском «Черноморце», затем в сезоне 2008/2009 года защищал цвета владикавказского «Автодора». После перерыва в 2011/2012 году выступал за «Мостовик-Приморье». В 2013 году играл в чемпионате РСО — Алания за клуб СКИФ (Сунжа).